# Kate Warner
Kate Warner egy kitalált szereplő a 24 című sorozatban, akit egy ausztrál származású színésznő Sarah Wynter játszott.

## Szereplése
|  | Alább a cselekmény részletei következnek! |

Kate Warner Háttere: 
Apja: Bob Warner: üzletember aki saját bevallása szerint nem fél piszkos eszközökhöz nyúlni, de a családja mindennél fontosabb.
Anyja a sorozat kezdete előtt meghalt, testvére Mary Warner. 
A család Szaúd-Arábiából származik de azután hogy Kate anyja elhunyt először az Egyesült Királyságba költöztek, (legalábbis ő, és Bob mivel testvére Mary magányra vágyott és inkább a közel keleten maradt) majd Los Angelesben települtek le, itt már Mary is csatlakozott hozzájuk.
Kate Warner a második évadban:
Kate az évad elején húga Mary esküvőjére készül, de csakhamar kiderül (legalábbis Kate számára,)hogy az ember (Reza) akihez húga feleségül akar menni összeköttetésben áll egy terror csoporttal a második hullámmal. 
Kate nyomoz tovább de egyre gyanúsabban viselkedik, Rezával aki nem tudja mire vélni Kate fura viselkedését.
A véletlen azonban úgy hozza hogy Rezát kérdőre vonja a CTU de Reza elhárítja a vádakat Kate apjára Bobra mondván hogy ő tette a tranzakciókat a második hullámnak. Kate úgy gondolja hogy Reza csak hazudott hogy védje magát és miután a CTU elvitte a két férfit a központba, Kate hív egy magánnyomozót, hogy segítsen bebizonyítani apja ártatlanságát.Hamar rájönnek hogy Kate apja CIA-ügynök és arra is hogy Bob egy CIA akció keretében hozott össze egy tranzakciót a második-hullámmal. Elindulnak a CTU irodája felé, hogy felfedezésüket megosszák az ottani koponyákkal, de a házuk előtt túszul ejti őket egy terrorista Said Ali, aki azután hogy túszul ejti, vissza hurcolja őket a házba és Kate szeme láttára brutálisan megkínozza majd megöli a magánnyomozót. Ali időközben elmegy de otthagyja egy emberét azzal a paranccsal hogy szedjen ki mindent Kate-ból arra a kérdésre hogy ő maga hova megy csak annyit mond "megnézem az istenek szándékát". Kate-t ezután alaposan megdolgozzák de nem törik meg.
Kate-et egy Jack Bauer által vezetett mentőosztag menti meg, de az otthagyott terrorista öngyilkos lesz mielőtt kikérdezhetnék.
Jack (más utat nem látván) megkéri Kate-t hogy segítsen azonosítani Said Alit, Kate pedig elvállalja a feladatot.
Kate sikeresen azonosítja Said Alit aki miután megrendezi saját halálát sikeresen a CTU kezére kerül.
Kate döbbenve vesz tudomást arról hogy húgának Marynek köze van az aznapi eseményekhez, és Jacket kezdi vádolni, de hamar rájön tartozik egy bocsánatkéréssel. Kate megdöbbenve vesz tudomást arról, hogy Jack vállalkozik egy öngyilkos küldetésre de nagyon megkönnyebbül mikor visszatér.
Kate számára jut néhány óra pihenő majd egy a Korallkígyó osztag tagjának követelésére Jack (nem teljesen törvényes módon) Mischell és Jusuf Ayda ügynökök segítségével megszökteti őt a CTU-ból. Ezután Jack Jusuf és Kate együtt fű alatt próbálják bebizonyítani hogy a Ciprusi felvétel (mely alapján az USA háborút akar indítani) hamisítvány.
Jusuf megtalálja a keresett chip-et ami megcáfolja a Ciprusi felvételt de azt is észreveszik hogy nyomkövetővel van ellátva ezért Jack azt a tervet eszeli ki hogy kettéválnak. Míg ő elvonja a követők figyelmét addig Jusuf és Kate menekülnek a chippel. A terv két helyen is megbukik;1:Jacket elkapják, 2: három rasszista támadó megöli Jusufot és elveszi a chipet. Kate megpróbálja visszaszerezni a chipet és ez két óra szenvedés után a közben kiszabadult Jack segítségével sikerül is.
Kate számára megint jut pár óra pihenő majd éppen fürdés közben csöng a telefonja;ismét Jack az.Azt kéri Kate-től, hogy segítsen lányának Kimmnek aki megölt egy embert (önvédelemből), és most sokk hatása alá került.Kate teljesíti Jack kérését, és kalandos napja ezzel le is zárul.
Kate Warner a 2. és a 3. évad között Jack Bauer barátnője de jól innduló kapcsolatuk épp végére ér mikor elkezdődik a 3. évad. Kate Warner a 3. évadban már csak egyszer szerepel amikor is közli Jack-kel, hogy nála hagyta a kedvenc bőrkabátját.